# Дијапројектор
Дијапројектор је опто-механички уређај за пројектовање увећаних слика фотографских дијапозитива на платно. Многи пројектори имају механичке аранжмане за секвенцијално приказивање серије дијапозитива учитаних у посебан оквир.
Дијапројектори за 35 mm дијапозитиве, директни наследници чаробне лампе већег формата, први пут су ушли у ширу употребу током 1950-их за пројекције као кућну забаву, као и за употребу у образовним и другим институцијама. Реверзибилни филм је стварао малу позитивну слику погодну за пројекцију, уместо негатива који су се користили од раних дана фотографије; фотографија је тада производила мале колор дијапозитиве од 35 mm који су се могли директно гледати, уместо великих монохроматских негатива. Слике на дијапозитивима биле су премале за гледање без помоћи, па су захтевале увећање помоћу пројектора или увеличавајућег прегледача.
Фотографски филмски дијапозитиви и пројектори замењени су сликовним датотекама на дигиталним медијима за складиштење, које се приказују на пројекционом платну помоћу видео-пројектора или на монитору великог екрана.

## Историја
- Лампа за континуирану пројекцију дијапозитива, око 1881
- Кодак карусел дијапројектор, модел 4400, први пут продат средином 1980-их
- Самостални дијапројектор са екраном за задњу пројекцију и карусел оквиром

Лампа за континуирану пројекцију дијапозитива патентирана је 1881. године. Укључивала је апарат за претапање слика.

## Дизајн
Пројектор има три главна оптичка елемента:‍:39–40
- електрична инкандесцентна сијалица високог светлосног флукса или други извор светлости, обично хлађен вентилатором
- рефлектор и систем кондензаторских сочива за усмеравање светлости кроз дијапозитив
- фокусно пројекционо сочиво

Већина дијапројектора има механизам за држање дијапозитива на месту током пројекције; многи имају аутоматизовано или механизовано померање и враћање дијапозитива како би се олакшале пројекције са више слика.

### Извор светлости и колимација
Инкандесцентна сијалица се користи за генерисање светлости, обично специјално дизајнирана да има мало, светло ужарено влакно како би се произвела оштра и светла слика. На пример, Leitz Pradovit RC користи специјалну кварцну лампу од 24V и 150W, са могућношћу центрирања, што је неопходно за најбоље перформансе. Овај пројектор је имао могућност смањења снаге лампе за 20% како би јој се удвостручио век трајања (50 сати при пуној осветљености).
Светлост из сијалице се модификује из тачкастог извора рефлексијом и проласком кроз кондензаторска сочива како би се генерисао колимирани сноп, који се затим усмерава кроз дијапозитив. Равни комад стакла који апсорбује топлоту обично се поставља на путању светлости пре дијапозитива, како би се избегло његово оштећење. Ово стакло пропушта видљиве таласне дужине, али апсорбује инфрацрвено зрачење.‍:10 Неки дијапројектори су користили сијалице са интегрисаним вишестраним рефлектором, које су биле скупље од обичних сијалица, али практичније за употребу, јер рефлектор није требало подешавати након замене сијалице.‍:43

### Пројекција
Након што колимирани сноп прође кроз транспарентни дијапозитив, увећава се помоћу пројекционог сочива на равно пројекционо платно, како би публика могла да види рефлектовану слику. Код неких дијапројектора, пројекционо сочиво је заменљиво и може се заменити алтернативним сочивима како би се променила осветљеност или жижна даљина, што може утицати на потенцијалну величину слике или на удаљеност од платна потребну за одређену величину пројектоване слике.‍:3
Стандардне жижне даљине за пројекторска сочива су приближно двоструко веће од нормалног сочива за тај формат филма, што омогућава да се пројектор постави иза публике за просечну величину платна. На пример, са филмом 135, стандардна жижна даљина пројекторског сочива била би око 100 mm.‍:41 Почевши од 1970-их, неки дијапројектори су нудили аутофокус како би се компензовале разлике у дебљини рамова дијапозитива или њиховог савијања.
Алтернативно, слика се може пројектовати на провидно платно за „задњу пројекцију“, што се често користи за континуирани аутоматски приказ за гледање изблиза. На пример, Caramate компаније Сингер и RingMaster компаније Бел и Хауел пројектовали су дијапозитиве на равно платно приближне величине и облика малог CRT телевизора; RingMaster се такође могао користити за предњу пројекцију за већу публику. Овај облик пројекције такође избегава могућност да публика прекине пројектовани сноп светлости бацајући сенку на пројекцију или ударајући у пројектор.

### Механика
Неки дијапројектори су захтевали да корисници ручно постављају сваки дијапозитив који се приказује. Почевши од 1950-их, произвођачи су представили дијапројекторе са механизмима који су руковали дијапозитивима претходно учитаним у оквире, померајући појединачне дијапозитиве у и из светлосног пута у низу. Једна од главних разлика између дијапројектора био је облик оквира који су се користили за држање и, у многим случајевима, складиштење дијапозитива. Неки аутоматизовани дијапројектори нудили су оквире правоугаоног облика, који су били популарни у Европи; они користе руку која се помера бочно да би извукла дијапозитив из оквира за пројекцију.‍:42 Неке машине са равним оквиром могле су да прихвате и вертикалне ротационе оквире, који подсећају на панорамски точак.‍:42 У Сједињеним Државама, Истман Кодак је 1961. представио Карусел дијапројекторе, који су користили хоризонтални ротациони оквир налик на истоимени рингишпил, и тај формат је убрзо постао свеприсутан. Предности Карусел типа дијапројектора укључују једноставнији механизам са гравитационим увлачењем и могућност аутоматског понављања низа слика без поновног учитавања;‍:41 међутим, кружни оквири су били гломазнији и скупљи.‍:42
Софистицирани ефекти транзиције између слика, као што је претапање, могу се извести са више пројектора; Ролај је на Фотокини 1976. представио модел P3800, који је имао два сочива и могао је да ради без додатне јединице. До 1990. године, Ролај је пласирао Rolleivision 35 Twin Digital, унапређени P3800 који је имао интерфејс за повезивање са рачунаром за контролу рада.‍:47 Међутим, конкурентске технологије које су користиле слике директно приказане са рачунара, као што су пројекциони панели и видео-пројектори, у великој мери су замениле филмске дијапројекторе до средине 1990-их.

## Врсте
Дијапројектори:
- Дијапројектори са равним оквиром имају раван магацин који држи неколико дијапозитива.
- Карусел дијапројектори имају кружни магацин који држи неколико дијапозитива.
- Дијапројектори са слагачем (Stack-loader).
- Бел и Хауел Slide Cube Projector је имао магацин у облику коцке који је држао неколико дијапозитива.
- Двоструки дијапројектори.
- Појединачни дијапројектори пројектују један по један дијапозитив, који мења оператер.
- Пројектори за претапање.
- Стерео дијапројектори пројектују два дијапозитива истовремено са различитим поларизацијама, чинећи да се дијапозитиви гледаоцима који носе поларизационе наочаре приказују као тродимензионални.
- Дијапројектори средњег формата, за дијапозитиве средњег формата веће од 35mm.
- Специјализовани пројектори за велики формат за велике транспарентне слике од 18 × 18 cm (7.1 × 7.1") или веће.

Сродни уређаји:
- Графоскопи, за транспарентне фолије величине странице.
- Прегледач дијапозитива, за директно гледање увећане слике дијапозитива.

## Произвођачи
Листа познатих произвођача дијапројектора:
- Агфа Геверт, Немачка (–1984) → Рефлекта (1984–)
- Бауер (, Немачка → Бош; престала производња
- Бауш и Ломб; престала производња
- Бел и Хауел / TDC, САД: „Headliner“; престала производња
- Браун АГ, Немачка: „D“, „PA“; престала производња
- Браун Фото Техник, Немачка: „Paximat“, „Multimag“ → Рефлекта
- VEB DEFA, Немачка: „Filius“→ VEB Gerätewerk Friedrichshagen: „Filius“; престала производња
- Истман Кодак (–2004): „Carousel-S“, „Ektagraphic“, „Ektapro“ → Лајка
- Елмо, Јапан
- Ена, Немачка; престала производња
- Ерно Фото, Немачка; престала производња
- VEB Feinmess, Немачка; престала производња
- Филмоли, Немачка → Гебр. Мартин, Немачка; престала производња
- Фото Квеле, Немачка: „Revue“; престала дистрибуција
- ГАФ, САД; престала дистрибуција
- Гетшман, Немачка (1978–2009) → Геко-Кам (2009–)
- Хаселблад, Шведска; престала производња
- ХАСПЕ, Немачка; престала производња
- Хенел, Немачка; престала производња
- Инокс, Француска: „Prestige“ → Престинокс
- Киндерман (, Немачка: „Diafocus“ → Лајка
- Лајц, Немачка (1958–): „Prado“ → Leica Projektion GmbH Zett Gerätewerk, Немачка (1990–2004): „Pradovit“, „Pradovit RT“ → Лајка камера, Немачка (2004–2006): „Pradovit“; престала производња
- Лизеганг (, Немачка: „Fantax“, „Diafant“, „Fantimat“; престала производња
- Малински, Немачка: „Prokyon“, „Malicolor“ → Пентакон
- Минолта, Јапан; престала производња
- Минокс, Немачка: „Minomat“; престала производња
- Navitar, САД
- Никон, Јапан; престала производња
- Ернст Планк, Немачка: „Noris“, „Trumpf“; престала производња
- Пентакон, Немачка: „Aspectar“, „Malicolor“; престала производња
- Асахи Пентакс, Јапан; престала производња
- Prestinox, Француска → Plawa Condor (1969–?); престала производња
- Поува, Немачка; престала производња
- РБТ, Немачка
- Квин, Немачка: „Automat“; престала дистрибуција
- Рефлекта, Немачка: „Multimag“
- Ролај, Немачка (1960–2007): „Rolleiscop“, „Rolleivision“ → Франке и Хајдеке, Немачка (2007–2009): „Rolleivision“ → ДХВ Фототехник, Немачка (2009–2015): „Rolleivision“; престала производња
- Ројал, Немачка?; престала дистрибуција
- Санкјо, Јапан; престала производња
- Sawyer's, САД; компанија продата ГАФ-у
- Силма (, Италија → Бауер и Ролај; престала производња
- ТАВ Симда (
- Виком
- Вивитар, САД
- Војтлендер, Немачка: „Perkeo“ → Цет
- Цајс Икон, Немачка (1964/1969–): „Ikolux“ → Цет
- Цајс Јена, Немачка → Пентакон, Немачка
- Zett, Немачка (1928–1989): „Fafix“, „Zett“, „Zettomat“, „Perkeo“ → Leica Projektion GmbH Zett Gerätewerk, Немачка (1990–2004)
- Свитјаз (СВИТЯЗЬ), Русија: „АВТО“; престала производња